# غروس أوبريغ
غروس أوبريغ (بالإنجليزية: Gross Aubrig)‏ هو أحد جبال سلسلة جبال الألب غلاروس ويقع في كانتون شفيتس في سويسرا. يحتل المرتبة رقم 406 في قائمة جبال سويسرا من حيث الارتفاع، إذ يبلغ ارتفاعه حوالي 1695 متر، بينما يبلغ ارتفاع نتوء الجبل 327 متر.